# Kobiałki (Bukówka)
Kobiałki – osada wsi Bukówka w Polsce, położona w województwie świętokrzyskim, w powiecie starachowickim, w gminie Pawłów.
W latach 1975–1998 osada administracyjnie należała do województwa kieleckiego.